# Comuna de Sadkowice
Sadkowice (polaco: Gmina Sadkowice) é uma gminy (comuna) na Polónia, na voivodia de Lodz e no condado de Rawski. A sede do condado é a cidade de Sadkowice.
De acordo com os censos de 2006, a comuna tem 6040 habitantes, com uma densidade 49,9 hab/km².

## Área
Estende-se por uma área de 121,08 km², incluindo:
- área agricola: 89%
- área florestal: 6%

## Demografia
Dados de 30 de Junho 2004:
|                      | Total   | Total | Mulheres | Mulheres | Homens  | Homens |
| -------------------- | ------- | ----- | -------- | -------- | ------- | ------ |
|                      | pessoas | %     | pessoas  | %        | pessoas | %      |
| População            | 5773    | 100   | 2807     | 48,6     | 2966    | 51,4   |
| Densidade (pop./km²) | 47,7    | 100   | 23,2     | 23,2     | 24,5    | 24,5   |

De acordo com dados de 2002, o rendimento médio per capita ascendia a 1200,91 zł.

## Comunas vizinhas
- Biała Rawska, Błędów, Mogielnica, Nowe Miasto nad Pilicą, Regnów